# Ampelisca youngi
Ampelisca youngi is een vlokreeftensoort uit de familie van de Ampeliscidae. De wetenschappelijke naam van de soort is voor het eerst geldig gepubliceerd in 2007 door Valério-Berardo.